# Volta a Cataluña 2002
La 82ª edición de la Volta a Cataluña, disputada en 2002 entre el 17 al 23 de junio, estuvo dividida en siete etapas, por un total de 713 km. 
El vencedor final fue el salmantino Roberto Heras del equipo US Postal por delante de Aitor Garmendia y Luis Pérez.
En el 50.º aniversario de su primera victoria en la Volta, la organización homenajeó a Miguel Poblet. El acto tuvo al final de la sexta etapa, en Moncada y Reixach, su ciudad natal.
La convocatoria de una huelga general el 20 de junio hizo sufrir a los organizadores de la UE Sants, pero al final la etapa se pudo disputar sin problemas. 
Roberto Heras, aunque no consiguió ninguna etapa, se llevó la victoria final. Era su primer triunfo desde la Vuelta a España de 2000 y también su primera victoria con el US Postal.

## Etapas
| Etapa     | Fecha       | Recorrido                             | Km    | Vencedor de etapa    | Líder de la clasificación general |
| 1.ª etapa | 17 de junio | San Jaime de Enveija – Deltebre (CRE) | 30,9  | US Postal            | Tom Boonen                        |
| 2.ª etapa | 18 de junio | Cenia – Borjas Blancas                | 182,9 | Danilo Hondo         | George Hincapie                   |
| 3.ª etapa | 19 de junio | Tahull – Boí-Taüll (CRI)              | 10,8  | Aitor Garmendia      | Roberto Heras                     |
| 4.ª etapa | 20 de junio | Barruera - Pal-Arinsal Andorra        | 52,0  | José Antonio Garrido | Roberto Heras                     |
| 5.ª etapa | 21 de junio | Andorra la Vieja Andorra – Llivia     | 141,3 | José Manuel Maestre  | Roberto Heras                     |
| 6.ª etapa | 22 de junio | Llivia – Moncada y Reixach            | 180,1 | Tom Steels           | Roberto Heras                     |
| 7.ª etapa | 23 de junio | Moncada y Reixach – Barcelona         | 115,9 | Dmitri Fofonov       | Roberto Heras                     |

### 1.ª etapa
17-06-2002: Cenia – Borjas Blancas, 182,9 km. (CRE):
|   | Equipo           | Nacionalidad   | Tiempo  |
| - | ---------------- | -------------- | ------- |
| 1 | US Postal        | Estados Unidos | 34' 36" |
| 2 | ONCE-Eroski      | España         | + 3"    |
| 3 | Mapei-Quick Step | Italia         | + 10"   |

|   | Ciclista        | Equipo    | Tiempo  |
| - | --------------- | --------- | ------- |
| 1 | Tom Boonen      | US Postal | 34' 36" |
| 2 | George Hincapie | US Postal | m. t.   |
| 3 | Michael Barry   | US Postal | m. t.   |

### 2.ª etapa
18-06-2002: Tahull – Boí-Taüll, 182,9 km.:
|   | Ciclista     | Equipo           | Tiempo     |
| - | ------------ | ---------------- | ---------- |
| 1 | Danilo Hondo | Team Telekom     | 4h 35' 05" |
| 2 | Óscar Freire | Mapei-Quick Step | m. t.      |
| 3 | Andrea Tafi  | Mapei-Quick Step | m. t.      |

|   | Ciclista              | Equipo    | Tiempo     |
| - | --------------------- | --------- | ---------- |
| 1 | George Hincapie       | US Postal | 5h 09' 41" |
| 2 | Roberto Heras         | US Postal | m. t.      |
| 3 | Christian Vande Velde | US Postal | m. t.      |

### 3.ª etapa
19-06-2002: Tahull – Boí-Taüll, 10,8 km. (CRI):
|   | Ciclista         | Equipo        | Tiempo  |
| - | ---------------- | ------------- | ------- |
| 1 | Aitor Garmendia  | Team Coast    | 22' 16" |
| 2 | Roberto Heras    | US Postal     | + 06"   |
| 3 | Raimondas Rumšas | Lampre-Daikin | + 18"   |

|   | Ciclista         | Equipo        | Tiempo     |
| - | ---------------- | ------------- | ---------- |
| 1 | Roberto Heras    | US Postal     | 5h 32' 03" |
| 2 | Aitor Garmendia  | Team Coast    | + 15"      |
| 3 | Raimondas Rumšas | Lampre-Daikin | + 37"      |

### 4.ª etapa
20-06-2002: Barruera - Pal-Arinsal, 52,0 km.:
|   | Ciclista             | Equipo                   | Tiempo     |
| - | -------------------- | ------------------------ | ---------- |
| 1 | José Antonio Garrido | Jazztel-Costa de Almería | 1h 39' 23" |
| 2 | Luis Pérez Rodríguez | Team Coast               | m. t.      |
| 3 | Fernando Escartín    | Team Coast               | + 28"      |

|   | Ciclista             | Equipo     | Tiempo     |
| - | -------------------- | ---------- | ---------- |
| 1 | Roberto Heras        | US Postal  | 7h 11' 56" |
| 2 | Aitor Garmendia      | Team Coast | + 31"      |
| 3 | Luis Pérez Rodríguez | Team Coast | + 44"      |

### 5.ª etapa
21-06-2002: Andorra la Vieja – Llivia, 141,3 km.:
|   | Ciclista            | Equipo             | Tiempo     |
| - | ------------------- | ------------------ | ---------- |
| 1 | José Manuel Maestre | Relax-Fuenlabrada  | 3h 20' 06" |
| 2 | Alejandro Valverde  | Kelme-Costa Blanca | + 26"      |
| 3 | Fernando Escartín   | Team Coast         | m. t.      |

|   | Ciclista             | Equipo     | Tiempo      |
| - | -------------------- | ---------- | ----------- |
| 1 | Roberto Heras        | US Postal  | 10h 32' 28" |
| 2 | Aitor Garmendia      | Team Coast | + 31"       |
| 3 | Luis Pérez Rodríguez | Team Coast | + 44"       |

### 6.ª etapa
22-06-2002: Llivia – Moncada y Reixach, 180,1 km.:
|   | Ciclista      | Equipo           | Tiempo      |
| - | ------------- | ---------------- | ----------- |
| 1 | Tom Steels    | Mapei-Quick Step | 4h 10' 40"" |
| 2 | Robbie McEwen | Lotto-Adecco     | m. t.       |
| 3 | Fabio Baldato | Fassa Bortolo    | m. t.       |

|   | Ciclista             | Equipo     | Tiempo      |
| - | -------------------- | ---------- | ----------- |
| 1 | Roberto Heras        | US Postal  | 14h 43' 08" |
| 2 | Aitor Garmendia      | Team Coast | + 31"       |
| 3 | Luis Pérez Rodríguez | Team Coast | + 44"       |

### 7.ª etapa
23-06-2002: Moncada y Reixach – Barcelona, 115,9 km.:
|   | Ciclista                 | Equipo        | Tiempo      |
| - | ------------------------ | ------------- | ----------- |
| 1 | Dmitri Fofonov           | Cofidis       | 3h 08' 00"" |
| 2 | Javier Pascual Rodríguez | iBanesto.com  | m. t.       |
| 3 | Raimondas Rumšas         | Lampre-Daikin | m. t.       |

|   | Ciclista             | Equipo     | Tiempo      |
| - | -------------------- | ---------- | ----------- |
| 1 | Roberto Heras        | US Postal  | 17h 27' 20" |
| 2 | Aitor Garmendia      | Team Coast | + 31"       |
| 3 | Luis Pérez Rodríguez | Team Coast | + 44"       |

## Clasificaciones finales

### Clasificación general
| Posición | Ciclista             | Equipo                   | Tiempo      |
| -------- | -------------------- | ------------------------ | ----------- |
|          | Roberto Heras        | US Postal                | 17h 27' 20" |
| 2        | Aitor Garmendia      | Team Coast               | + 31"       |
| 3        | Luis Pérez Rodríguez | Team Coast               | + 44"       |
| 4        | Mikel Zarrabeitia    | ONCE-Eroski              | + 51"       |
| 5        | Fernando Escartín    | Team Coast               | + 1'00"     |
| 6        | Leonardo Piepoli     | iBanesto.com             | + 1'04"     |
| 7        | David Plaza          | Team Coast               | + 1'38"     |
| 8        | Francisco Mancebo    | iBanesto.com             | + 1'47"     |
| 9        | Benjamín Noval       | Relax-Fuenlabrada        | + 1'48"     |
| 10       | José Antonio Garrido | Jazztel-Costa de Almería | + 1'51"     |

## Clasificaciones secundarias
|   | Ciclista             | Equipo                   | Puntos    |
| - | -------------------- | ------------------------ | --------- |
| 1 | José Antonio Garrido | Jazztel-Costa de Almería | 78 puntos |
| 2 | Joan Antoni Flecha   | iBanesto.com             | 39 puntos |
| 3 | Roberto Heras        | US Postal                | 39 puntos |

|   | Ciclista         | Equipo                   | Puntos    |
| - | ---------------- | ------------------------ | --------- |
| 1 | Carles Torrent   | Jazztel-Costa de Almería | 10 puntos |
| 2 | Nicola Loda      | Fassa Bortolo            | 10 puntos |
| 3 | Thierry Marichal | Lotto-Adecco             | 6 puntos  |

|   | Ciclista             | Equipo                   | Puntos    |
| - | -------------------- | ------------------------ | --------- |
| 1 | Benjamín Noval       | Relax-Fuenlabrada        | 54 puntos |
| 2 | Fernando Escartín    | Team Coast               | 53 puntos |
| 3 | José Antonio Garrido | Jazztel-Costa de Almería | 48 puntos |

|   | Equipo            | Nacionalidad | Tiempo      |
| - | ----------------- | ------------ | ----------- |
| 1 | Team Coast        | Alemania     | 52h 24' 11" |
| 2 | iBanesto.com      | España       | + 3'08"     |
| 3 | Relax-Fuenlabrada | España       | + 6'30"     |

## Progreso de las clasificaciones
Esta tabla muestra el progrero de las diferentes clasificaciones durante el desarrollo de la prueba.
| Etapa (Ganador)                | Clasificación General | Clasificación de la Montaña | Clasificación por Puntos | Clasificación por equipos |
| ------------------------------ | --------------------- | --------------------------- | ------------------------ | ------------------------- |
| Etapa 1 (CRE) (US Postal)      | Tom Boonen            | no se repartieron puntos    | no se repartieron puntos | US Postal                 |
| Etapa 2 (Danilo Hondo)         | George Hincapie       | Thierry Marichal            | Danilo Hondo             | US Postal                 |
| Etapa 3 (Aitor Garmendia)      | Roberto Heras         | Aitor Garmendia             | Aitor Garmendia          | Team Coast                |
| Etapa 4 (José Antonio Garrido) | Roberto Heras         | José Antonio Garrido        | Aitor Garmendia          | Team Coast                |
| Etapa 5 (José Manuel Maestre)  | Roberto Heras         | José Antonio Garrido        | Fernando Escartín        | Team Coast                |
| Etapa 6 (CRI) (Tom Steels)     | Roberto Heras         | José Antonio Garrido        | Fernando Escartín        | Team Coast                |
| Etapa 7 (Dmitri Fofonov)       | Roberto Heras         | José Antonio Garrido        | Benjamín Noval           | Team Coast                |